# Yên Lạc, Phú Lương
Yên Lạc là một xã thuộc huyện Phú Lương, tỉnh Thái Nguyên, Việt Nam.

## Địa lý
Xã Yên Lạc nằm ở phía đông bắc huyện Phú Lương, có vị trí địa lý:
- Phía đông giáp huyện Đồng Hỷ và các xã Phú Đô, Tức Tranh
- Phía tây giáp thị trấn Đu và các xã Động Đạt, Yên Đổ
- Phía nam giáp thị trấn Đu
- Phía bắc giáp tỉnh Bắc Kạn và xã Yên Ninh.

Xã Yên Lạc có diện tích 43,50 km², dân số là 6.872 người, mật độ dân số đạt 158 người/km².

## Lịch sử
Sau năm 1975, Yên Lạc là một xã thuộc huyện Phú Lương.
Đến năm 2018, xã Yên Lạc được chia thành 23 xóm: Yên Thịnh, Hang Neo, Ó, Đẩu, Đồng Xiền, Đồng Mỏ, Làng Lớn, Phân Bơi, Cầu Đá, Mương Gằng, Cây Thị, Ao Lác, Tiên Thông A, Tiên Thông B, Na Mụ, Viện Tân, Kim Lan, Đồng Bòng, Yên Thủy 1, Yên Thủy 2, Yên Thủy 3, Yên Thủy 4, Yên Thủy 5.
Ngày 8 tháng 12 năm 2018, sáp nhập xóm Yên Thịnh vào xóm Đẩu, sáp nhập hai xóm Tiên Thông A và Tiên Thông B thành xóm Tiên Thông, sáp nhập xóm Yên Thủy 5 vào xóm Yên Thủy 4.

## Hành chính
Xã Yên Lạc được chia thành 20 xóm: Ao Lác, Cầu Đá, Cây Thị, Đẩu, Đồng Bòng, Đồng Mỏ, Đồng Xiền, Hang Neo, Kim Lan, Làng Lớn, Mương Gằng, Na Mụ, Ó, Phân Bơi, Tiên Thông, Viện Tân, Yên Thủy 1, Yên Thủy 2, Yên Thủy 3, Yên Thủy 4.